# Salsola pentandra
Salsola pentandra är en amarantväxtart som beskrevs av Viktor Petrovitj Botjantsev. Salsola pentandra ingår i släktet sodaörter, och familjen amarantväxter. Inga underarter finns listade i Catalogue of Life.